# 欧罗西
欧罗西，是匈牙利维斯普雷姆州所辖的一个村，总面积4.74平方公里，总人口137，人口密度28.9人/平方公里（2010年1月1日）。